# Nemcia vestita
Nemcia vestita là một loài thực vật có hoa trong họ Đậu. Loài này được Domin mô tả khoa học đầu tiên.